# At the Hop
At the Hop est une chanson du groupe Danny & the Juniors. Elle est sortie en single sur le label ABC Records en 1957.
Au Royaume-Uni, le single a atteint la 3e place. Aus États-Unis, la chanson a occupé la 1re place du Top 100 de Billboard pendant sept semaines et est devenue l'un des plus grands succès de l'an 1958.
La chanson (dans la version originale de Danny & the Juniors) est incluse dans la sélection des « 500 chansons qui ont façonné le rock 'n' roll  » (500 Songs that Shaped Rock and Roll) du Rock and Roll Hall of Fame.